# 4-クマロイルCoA
4-クマロイルCoA (4-Coumaroyl CoA) は、CoAの類縁体であり、p-クマル酸（4-ヒドロキシ桂皮酸）とCoAがチオエステル結合 (R-CO-S-R') した構造をもつ。脂肪酸やカルコンなどの生合成に深く関わっている。分子式は C30H42N7O18P3S、分子量913.67 g/mol、CAS登録番号は [119785-99-8]。
生合成は4-クマロイルCoAリガーゼ (4-Coumarate CoA Ligase, EC 6.2.1.12) が触媒し、以下の反応式で表される。
ATP + p-クマル酸 + CoA → AMP + ピロリン酸 + 4-クマロイルCoA
反応には補因子としてMg2+が要求される。